# Tre män och en babe
Tre män och en babe (engelska: The Last Frontier) är en amerikansk komediserie som sändes på Fox under 1996. Serien handlar om Joy Garfield från Los Angeles som flyttar till Anchorage, Alaska som blir inneboende hos tre män, Billy, Andy och Reed. 

## Rollista
- Anthony Starke som Billy
- John Terlesky som Reed
- Patrick Labyorteaux som Andy
- David Kriegel som  Matt
- Leigh-Allyn Baker som Joy Garfield
- Jessica Tuck som Kate